# عبد الله بن محمد الحبشي
عبد الله بن محمد الحِبْشي (ولد 1949 م) رجل دين إسلامي وباحث ومؤرخ يمني من محافظة حضرموت. تلقى دروسه الأولى على أعيان أسرته في حضرموت، وارتحل إلى عدن ثم صنعاء ليستقر به الحال هناك عددًا من السنين قبل أن يهاجر للعمل في المركز الثقافي في أبوظبي. وله مؤلفات خصَّ اليمن بالكثير منها.

## نسبه
عبد الله بن محمد بن علي بن محمد بن عيدروس بن عمر بن عيدروس بن عبد الرحمن بن عيسى بن محمد بن أحمد صاحب الشعب بن محمد بن علوي بن أبي بكر الحبشي بن علي بن أحمد بن محمد أسد الله بن حسن الترابي بن علي بن الفقيه المقدم محمد بن علي بن محمد صاحب مرباط بن علي خالع قسم بن علوي بن محمد بن علوي بن عبيد الله بن أحمد المهاجر بن عيسى بن محمد النقيب بن علي العريضي بن جعفر الصادق بن محمد الباقر بن علي زين العابدين بن الحسين السبط بن علي بن أبي طالب، وعلي زوج فاطمة بنت محمد ﷺ.
فهو الحفيد 35 لرسول الله محمد ﷺ في سلسلة نسبه.

## مؤلفاته وآثاره
يبلغ عدد جميع أعماله من مؤلفات وتحقيقات ومقالات 163، وما زال يثري المكتبة اليمنية والعربية والإسلامية بالكتب المهمة: 

### المؤلفات
| - «معجم الموضوعات المطروقة في التأليف الإسلامي وبيان ما ألف فيها» - «معجم الموضوعات المطروقة في التأليف الحديث وبيان ما ألف فيها» - «جامع الشروح والحواشي» - «حكام اليمن المؤلفون المجتهدون» - «معجم العلماء والمشاهير الذين أفردو بتراجم خاصة» - «تنبيه المحققين على الأخطاء الواقعة في معجم المؤلفين» - «مصادر الفكر الإسلامي في اليمن» - «حوليات يمانية» - «معجم البلدان اليمنية» - «فهرس مخطوطات بعض المكتبات الخاصة في اليمن» | - «مراجع تاريخ اليمن» - «اليمن في لسان العرب» - «الرحالة اليمنيون رحلاتهم شرقا وغربا» - «الصوفية والفقهاء في اليمن» - «معجم النساء اليمانيات» - «مجموع المقامات اليمنية» - «حياة الأدب في اليمن في عصر بني رسول» - «دراسات في التراث اليمني» - «مذكرات المؤيد بالله محمد بن إسماعيل» |

- «الكتاب في الحضارة الإسلامية}
- {اهل اليمن في الضوء اللامع}
- {الأدب اليمني عصر خروج الاتراك}
- {تصحيح أخطاء بروكلمان}
- تصحيح الأعلام اليمنية في هدية العارفين
- مجاعات اليمن
- الصوفية والفقهاء
- أوليات يمانية
- الاحسان في دخول مملكة اليمن تحت ظل عدالة ال عثمان

### التحقيقات
- بغية المستفيد في تاريخ مدينة زبيد
- البنان المشير الى علماء وفضلاء ال كثير
- البهاء في تاريخ حضرموت
- بهجة الزمن في تاريخ اليمن
- تاريخ تهامه المعروف بتاريخ وطيوط
- تاريخ الدولة الرسولية
- تاريخ حضرموت المعروف بتاريخ شنبل
- تاريخ حضرموت المعروف بالعدة المفيدة
- تاريخ زبيد
- تاريخ الشحر
- تاريخ صنعاء لابن جرير
- تاريخ صنعاء لمؤلف مجهول
- تاريخ وصاب الاعتبار في التواريخ والاثار
- تاريخ اليمن الاسلامي
- تاريخ اليمن في عصر بني رسول
- تاريخ اليمن المعاصرفي عصر الاستقلال عن الحكم العثماني
- تاريخ اليمن المسمى المفيد في تاريخ صنعاء وزبيد
- تحفة الدهر في نسب بني بحر
- تحفة الزمن في تاريخ سادات اليمن
- تسع سنوات من تاريخ اليمن
- الحدائق المطلعة في زهور أبناء العصر شقائق
- حوليات يمانية
- خطط صنعاء
- خطط صنعاء لزباره
- رحلة اعيان اليمن الى استانبول
- (رحلة السيرافي) لابي اسحاق السيرافي
- رحلة ابن عابد الفاسي ليوسف بن عابد الفاسي
- (الروض البسام فيما شاع في قطر اليمن من الوقائع والاعلام) لمحمد الحيمي
- (السلوك في طبقات العلماء والملوك) لبهاء الدين محمد الكندي
- (سيرة الامام المنصور القاسم بن علي العياني) للحسين بن أحمد يعقوب
- (طبقات صلحاء اليمن المعروف ب تاريخ البريهي الكبير) لتاج الدين عبدالوهاب البريهي
- (طراز اعلام الزمن في طبقات اعيان اليمن ) لموفق الدين علي بن الحسن الخزرجي
- (طيب السمر في أوقات السحر) لأحمد محمد الحيمي
- (عجائب الهند برها وبحرها وجزائرها)، لبزرك بن شهريار الرامهرزي
- (البرتغاليون على ساحل البحر الأحمر) نصوص مستلة من مخطوط يمني
- (العسجد المسبوك والجوهر المحكوك) لموفق الدين علي بن الحسن الخزرجي
- (العطايا السنيه والمواهب الهنيه في المناقب اليمنية) للملك المفضل عباس بن علي الرسولي
- (العقود اللؤلؤية في تاريخ الدولة الرسولية) لموفق الدين علي بن الحسن الخزرجي
- (فوائد الارتحال ونتائج السفر في اخبار القرن الحادي عشر) لمصطفى بن فتح الحموي
- (الفضل المزيد على بغية المستفيد في اخبار مدينة زبيد) لعبد الرحمن بن علي الديبع
- (الكتاب الظاهري في تاريخ الدولة الرسولية باليمن) لمحمد بن علي المحاسب